# Leh (distrikt)
Leh är ett distrikt i Indien.   Det ligger i unionsterritoriet Ladakh, i den norra delen av landet, 600 km norr om huvudstaden New Delhi. Antalet invånare är 147 104. Arean är 45 110 kvadratkilometer. Leh District gränsar till Kargil.
Terrängen i Leh District är huvudsakligen mycket bergig.